# Готфрід Буйонський
Го́тфрід (лат. Godefridus; бл. 1060 — 18 липня 1100) — один із керівників Першого хрестового походу (1096—1099), перший правитель Єрусалимського королівства (1099—1100). Герцог Нижньої Лотарингії (1087—1096). Представник франкського Фландрського дому. Народився у Булоні. Молодший син графа Булонського Євстахія II і принцеси Лотаринзької Іди. Брат булонського графа Євстахія III і майбутнього Єрусалимського короля Балдуїна I.
Разом із родичами і васалами відгукнувся на заклик папи Урбана II допомогти у звільнені Святої Землі. Продав власні володіння, зокрема Буйонський замок, щоб взяти участь у військовому паломництві. Очолив один із підрозділів хрестоносців Першого хрестового походу. Після тривалої облоги відвоював Антіохію у турків-сельджуків (1097—1098). Відзначився при звільненні Єрусалиму, першим здобувши міські мури (1099). Проголошений правителем міста, але відмовився прийняти корону там, де Христос носив терновий вінець. Задовільнився титулом князя (лат. princeps) та захисника Святого Гробу (лат. Advocatus Sancti Sepulchri). Розбив війська Фатимідського халіфату при Аскалоні (1099). Помер у Єрусалимі. Похований у Базиліці Святого Гробу. Його спадок перейшов до брата Балдуїна I, який прийняв титул короля Єрусалиму.

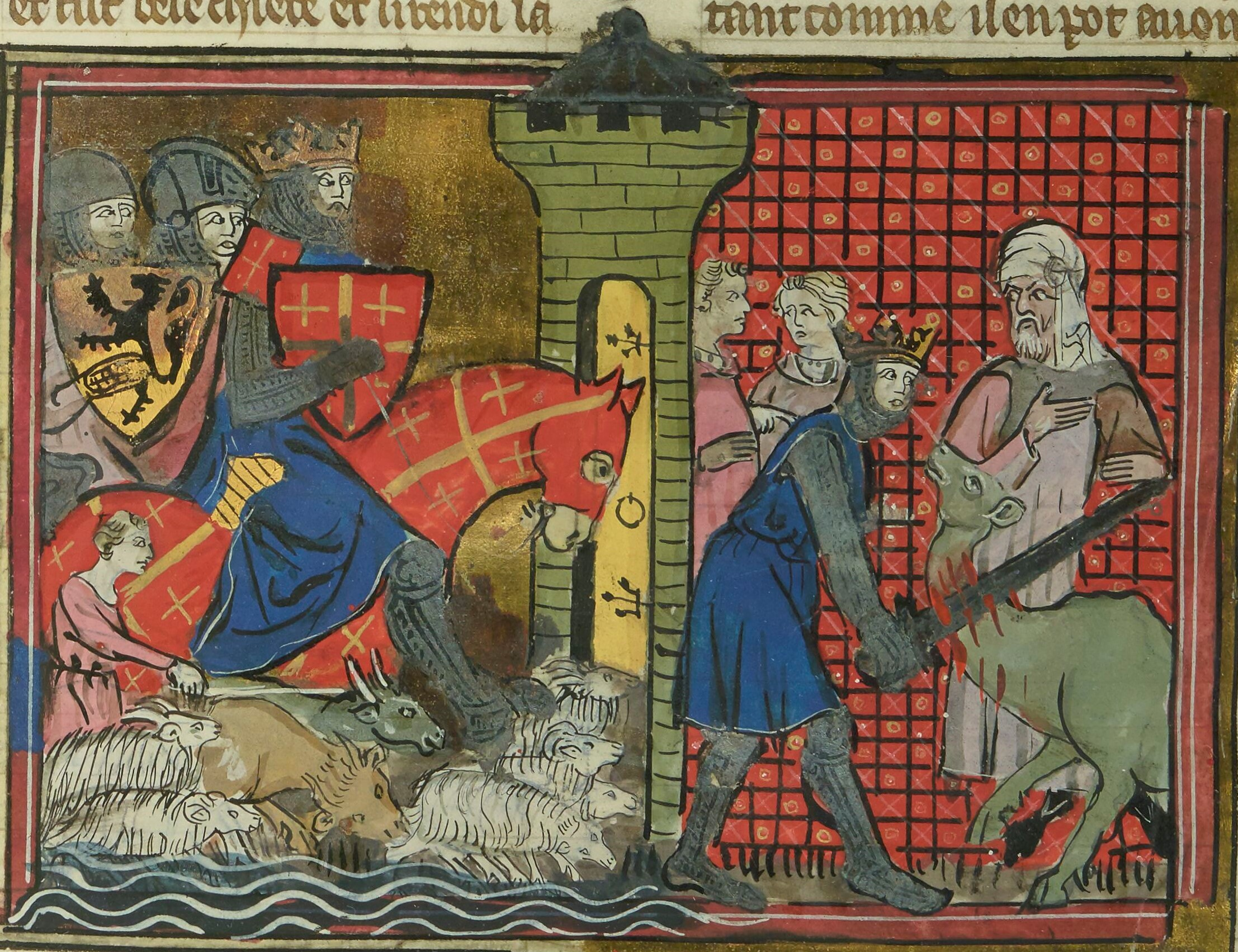
Готфрід Буйонський переходить Йордан і вбиває верблюда. Мініатюра з рукопису «Роман про Готфріда Буйонського та Саладіна». Париж, Національна бібліотека Франції, відділ рукописів, ms. Français 22495, аркуш 78, 1337 рік

Визначна постать історії християнства та лицарства. Один з героїв поеми «Визволений Єрусалим» авторства Торквато Тассо. Один із дев'яти достойників, наднаціональний герой, взірець для європейського воїнства середньовіччя і нового часу.

## Імена
- Готфрід Буйонський, або Бульйонський  (лат. Godefridus Bullionensis, Goderfridus de Bullion) — за назвою Буйонського замку, який він продав єпископу, щоб взяти участь у Хрестовому поході.
- Готфрід Булонський — за назвою батьківського Булонського графства.
- Готфрід Єрусалимський — за назвою Єрусалимського королівства, першим правителем якого він став у 1099 р.
- Готфрід V Лотаринзький — за номером правителя і назвою герцогства Нижньої Лотарингії, спадкоємцем якого він став у 1087 р.[7].
- Годфруа, Жоффруа (фр. Godefroy), Годефройд (давньофр. Godefroid), Гоффредо (італ. Goffredo di Buglione), Годофредо (ісп. Godofredo de Bouillón), Годфрі (англ. Godfrey of Bouillon), Годфрід (нід. Godfried), Готтфрід (нім. Gottfried) на різних європейських мовах.
- Гоффред (Кгоффред, де диграф кг на письмі позначав звук ґ) у давньоукраїнській традиції, див. переклад поеми Звільнений Єрусалим Торквато Тассо у кінці XVII — на початку XVIII ст.[8]

## Біографія

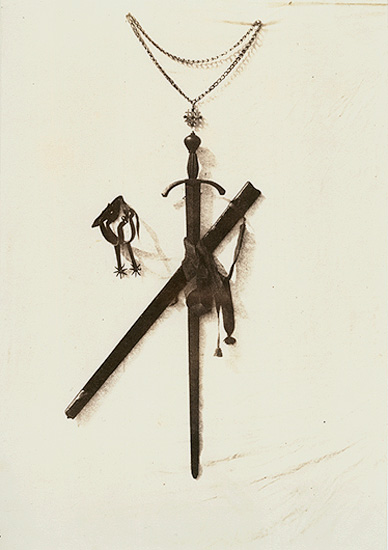
«Меч Готфріда Бульонського», виставлений у храмі Гробу Господнього в Єрусалимі з 1808 року. Фото, 1854 р.

Готфрід народився близько 1061 року. Він був другим сином булонського графа Євстахія II Довгобородого і його другої дружини, лотаринзької принцеси Іди, доньки Годфріда III Бородатого. Готфрід мав старшого брата Євстахія ІІІ, майбутнього булонського графа, та молодшого Балдуїна I, майбутнього першого короля Єрусалима. 
Його дядько, брат матері, Годфрід IV Лотаринзький) був бездітним і зробив Готфріда своїм спадкоємцем. У 1089 році, після смерті дядька, у віці 15 років, Готфрід стає герцогом Нижньої Лотарингії. Герцогство відігравало важливу роль у ті часи, воно слугувало своєрідним буфером між королівством Франція та німецькими землями, та охоплювало більшу частину сучасної Бельгії.
Готфрід був блакитнооким і мав русяву бороду; вирізнявся надзвичайною фізичною силою — класичний образ лицаря. Його простота і твердість у прийнятті рішень та реалізації планів, невибагливість, привітність із васалами були відомі всім. Абсолютно щира побожність контрастувала з духовними прагненнями більшості великих феодалів того часу, які більше турбувалися про послаблення ролі церкви і з жадобою поглядали на монастирські землі. Саме ця риса висунула Готфріда на чільну роль на останньому етапі Першого Хрестового походу (1096 — 1099).

### Перший хрестовий похід

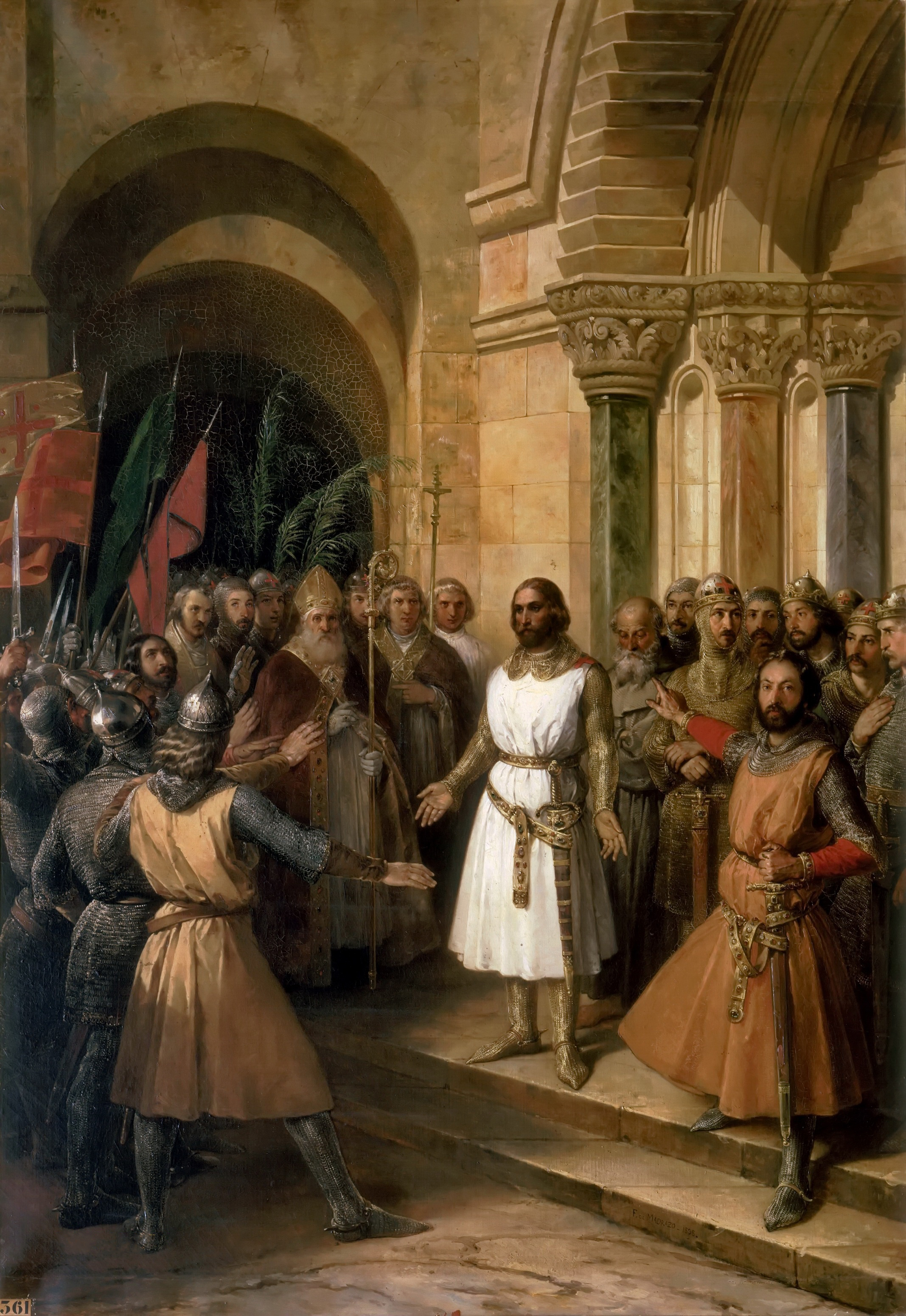
Проголошення Готфріда правителем Єрусалима. Федеріко де Мадрасо і Кунц. Полотно, олія. 1838 рік

З 7 червня 1099 року брав участь у облозі Єрусалима. 15 липня керував останнім штурмом міста на північному сході. Його облогова башта першою досягла стін міста, з якої він у супроводі брата Євстахія і фламандських лицарів Летальда і Енгельберта з Турная першим увірвався у Єрусалим. У боях на стіні він зазнав поранення, але встановив прапор з хрестом на єрусалимських мурах. Це неймовірно підбадьорило хрестоносців, які навипередки заходилися штурмувати стіни і того ж дня успішно захопили Святе місто.
22 липня 1099 року проголошений  королем. Проте він відмовився від золотої корони оскільки не хотів носити золотого вінця там, де Цар царів носив терновий вінець. Тому він був проголошений правителем Єрусалимського королівства з титулом «Захисник Гробу Господнього».
12 серпня 1099 року розбив 20-тисячну армію Фатимідів у битві при Аскалоні.
Готфрід Буйонський помер 18 липня 1100 року. Тіло його було поховане на Голготі, поблизу Гробу Господнього, у Базиліці Святого Гробу.

## Титули
- Godefridus Lotharingiæ dux (Готфрід, герцог Лотарингії) — у Вільгельма Тірського[13]

## Сім'я
- Батько: Євстахій II
- Матір: Іда
- Брат: Євстахій III
- Брат: Балдуїн I

## Вшанування пам'яті
Італійський поет Торквато Тассо зробив Ґотфріда Булонського героєм своєї поеми «Визволений Єрусалим», написаної у 1559—1575 роках.
Пам'ятники Готфріду Булонському встановлені на Королівській площі в Брюсселі та у його рідному місті Булонь-сюр-Мер.

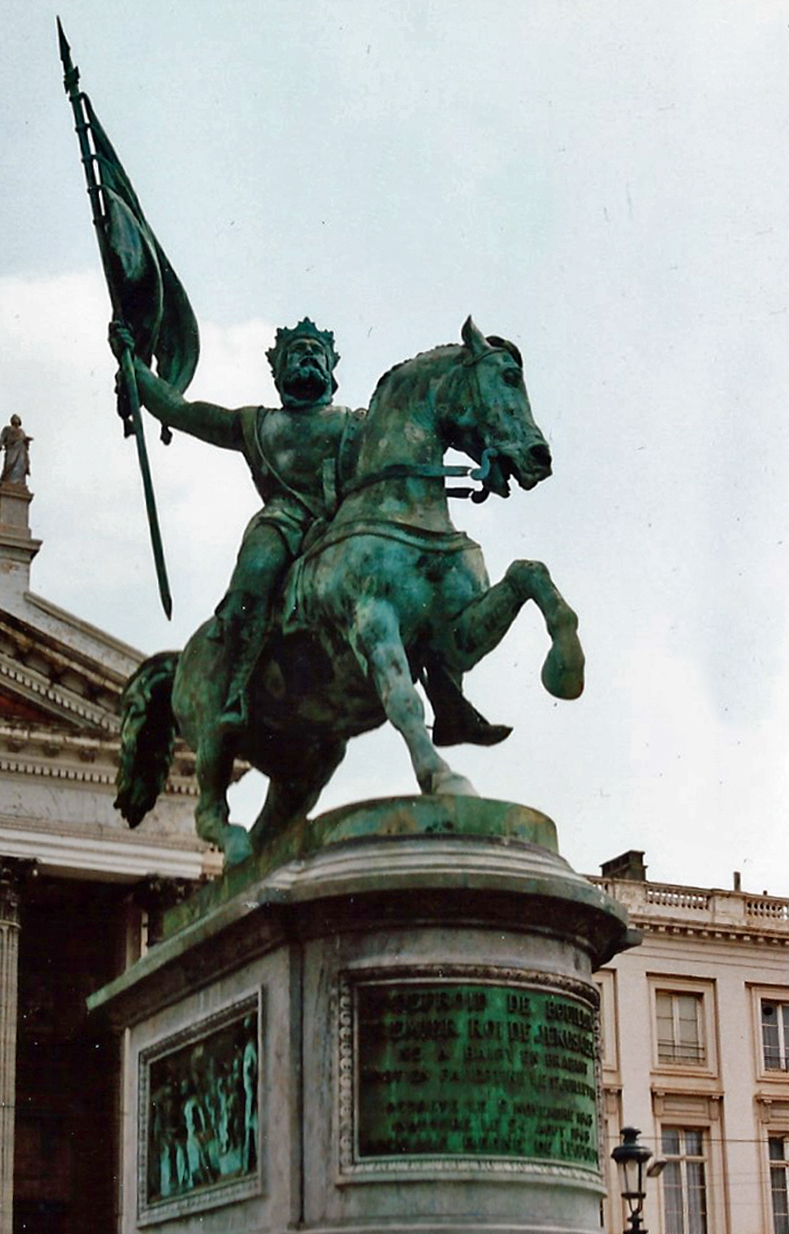
Кінна статуя Готфріда в Брюсселі
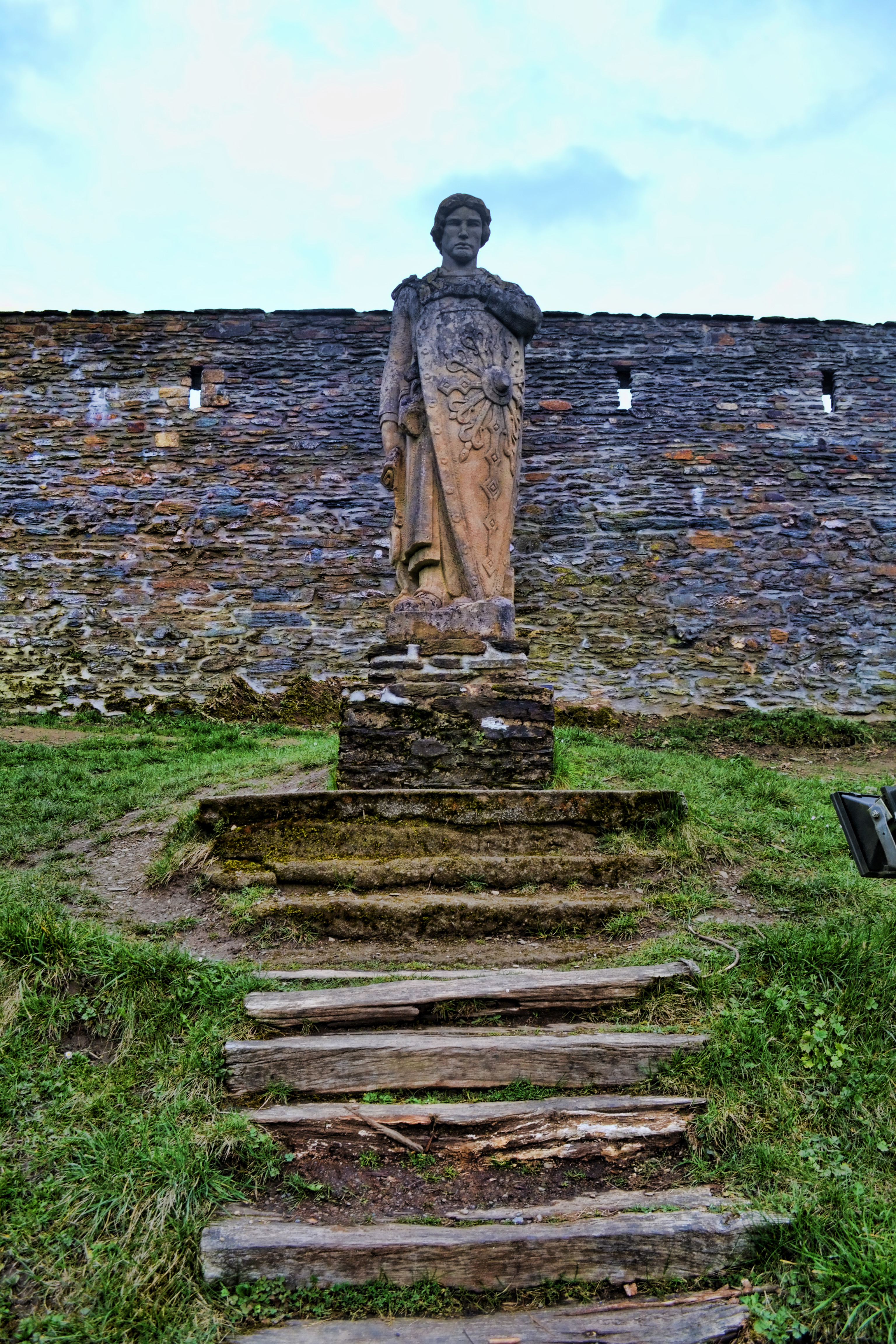
Статуя Готфріда у Буйонському замку
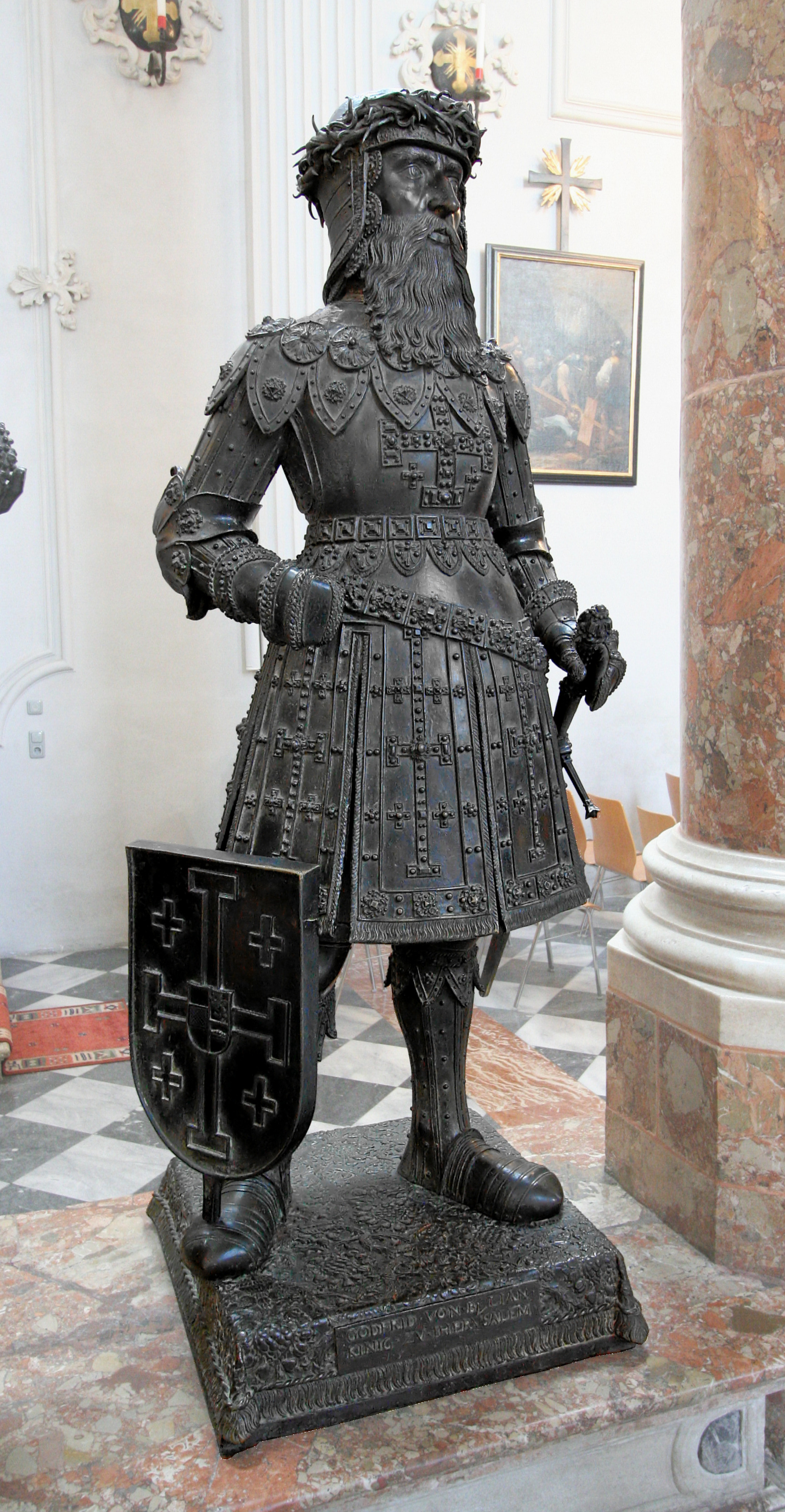
Статуя Готфріда у Соборі Гофкірхе, Інсбрук
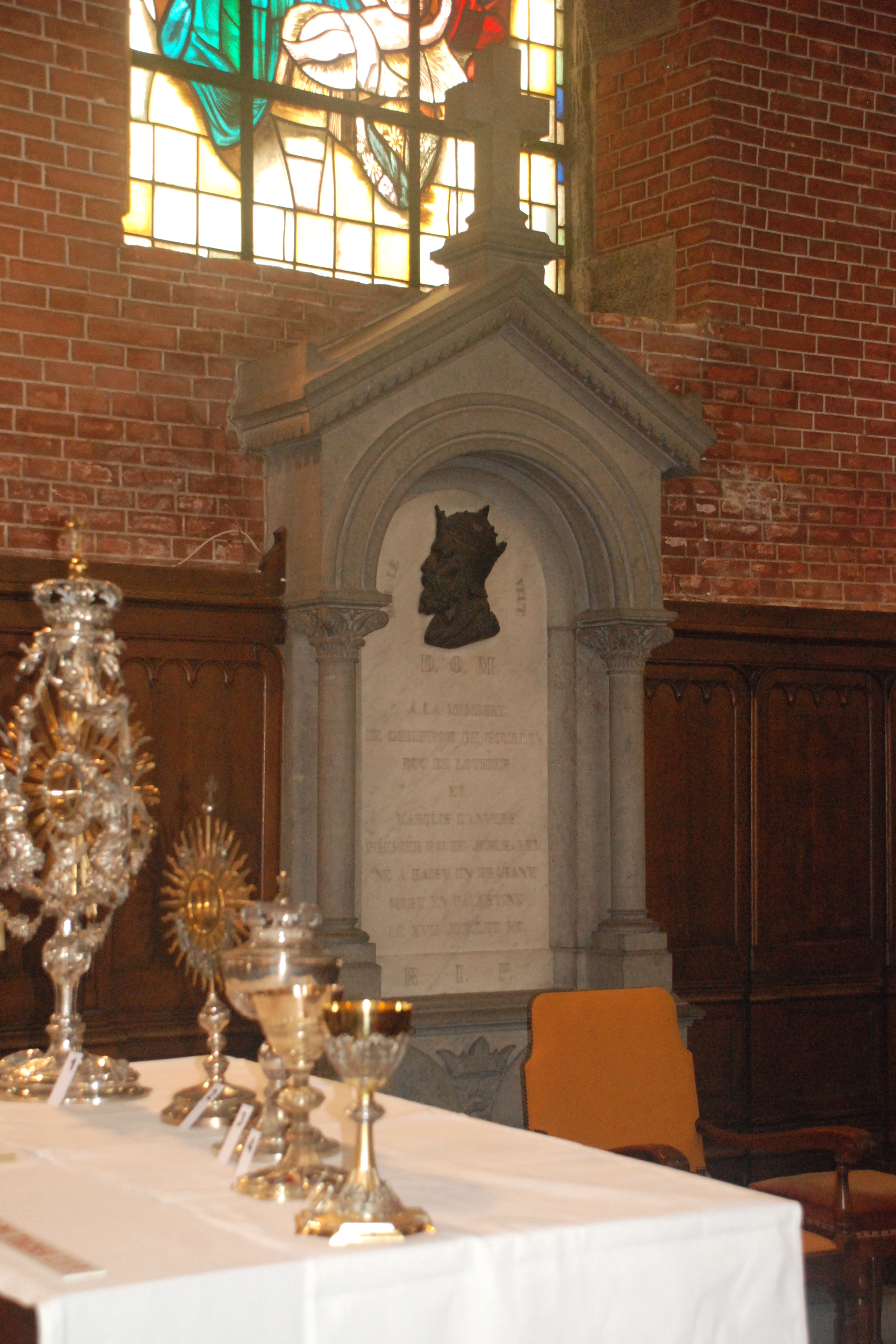
Стела Готфріда Булонського в Церкві Святого Губерта в Бейзі-Ті. Бельгія
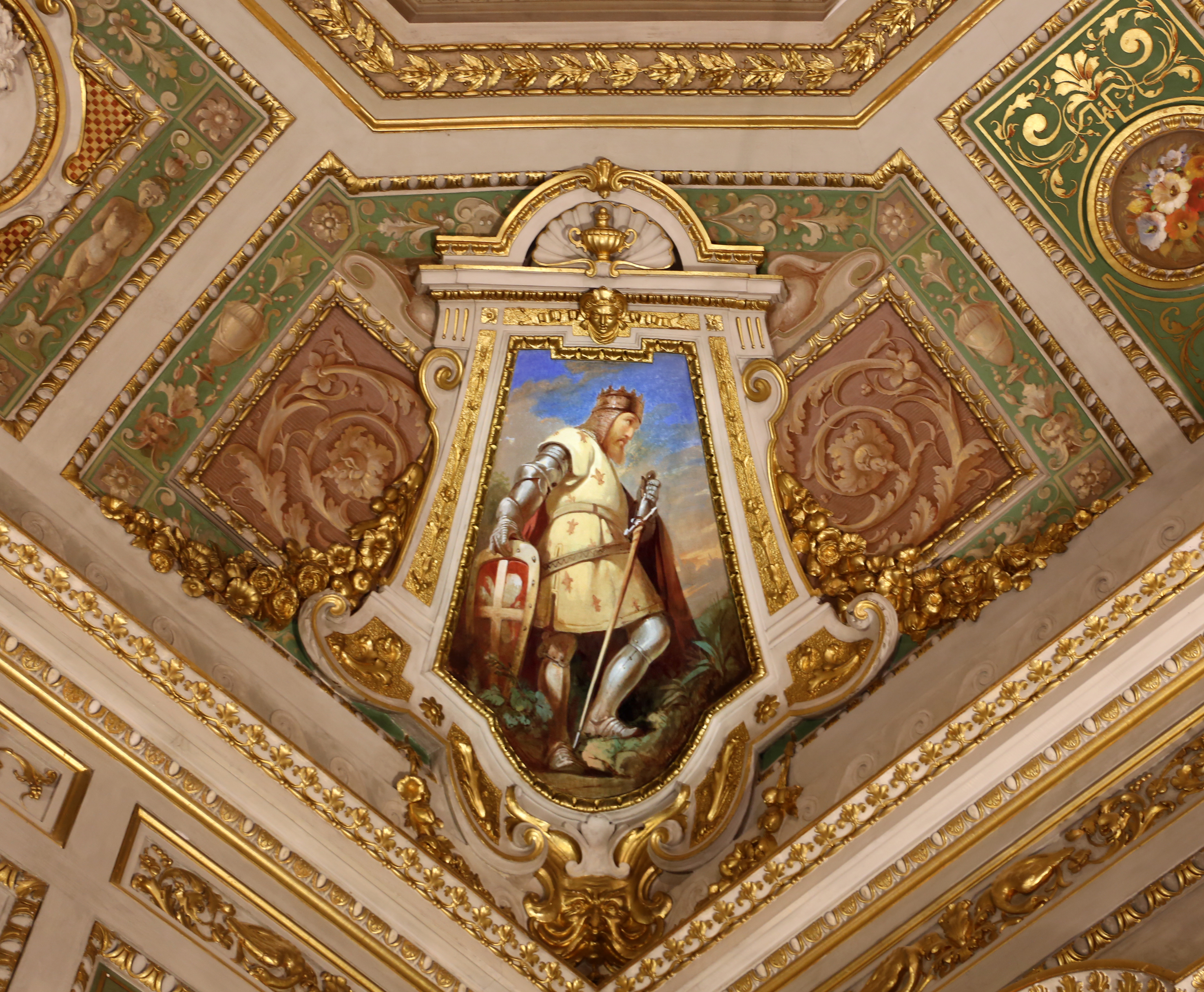
Готфрід на розписі вілли Фавард, 1861 р.
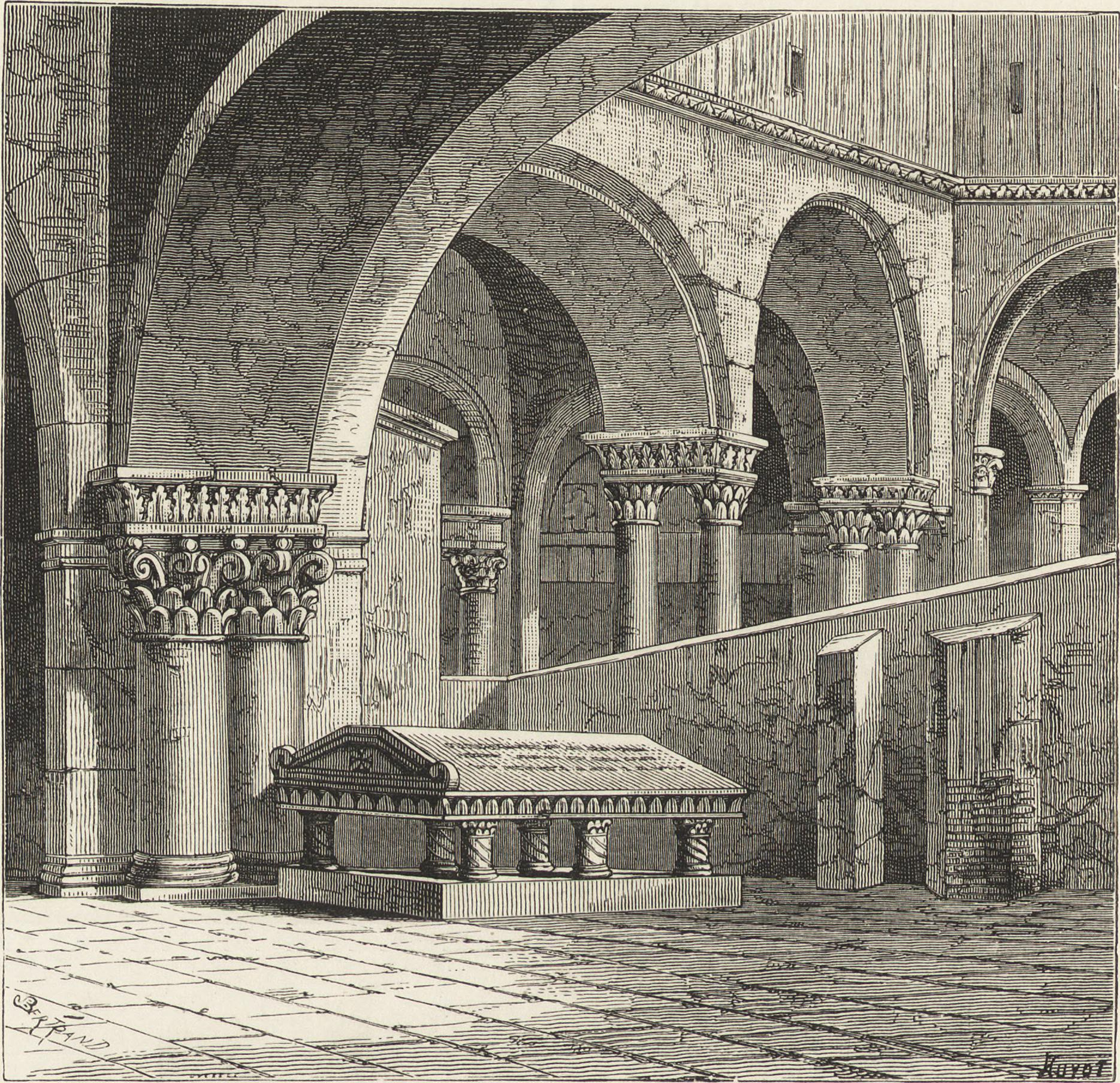
Кенотаф Готфріда в Храмі Гробу Господнього (1870 р., за ксилографією XV ст.)